# Stecknadelhorn
Lo Stecknadelhorn (4.241 m s.l.m.) è una montagna svizzera del Massiccio del Mischabel nelle Alpi Pennine.
Fa parte della Nadelgrat.
Fu scalato per la prima volta l'8 agosto 1887 da Oskar Eckenstein e Matthias Zurbriggen.